# 북아메리카의 없어진 철도 기업 목록
이 문서는 북아메리카의 없어진 철도 기업에 대한 설명하는 문서이다.

## 목록

### 1956년부터 현재까지 없어진 철도 기업 목록
- 걸프 모빌 앤드 오리오 철도
- 그랜드 트렁크 웨스턴 철도
- 그레이트 노던 철도
- 그린배이 앤드 웨스턴 철도
- 노던웨스트 태평양 철도
- 노퍽 서던 철도 (1942년부터 1982년까지)
- 노퍽 앤드 웨스턴 철도
- 노퍽 퍼시픽 철도
- 뉴올리언스 앤드 노던이스턴 철도
- 뉴욕 뉴헤이번 앤드 하퍼드 철도
- 뉴욕 서스쿼해나 앤드 웨스턴 철도
- 뉴욕 센트럴 철도
- 뉴욕 시카고 앤드 세인트루이스 철도
- 뉴욕 온타리오 앤드 웨스턴 철도
- 뉴욕 커넥튼 철도
- 덜루스 니사베 앤드 아이언 레인지 철도
- 덜루스 사우스쇼어 앤드 애틀랜틱 철도
- 덜루스 위니펙 앤드 퍼시픽 철도
- 덴버 앤드 리오그란데 철도
- 델라웨어 래카와나 앤드 웨스턴 철도
- 델라웨어 앤드 허드슨 철도
- 디트로이트 앤드 톨래드 쇼어 라인 철도
- 디트로이트 톨레도 앤드 아이언턴 철도
- 랜시빌 채터누가 앤드 세인트루이스 철도
- 러틀랜드 철도
- 레이크 슈퍼리아 앤드 이시페밍 철도
- 롱아이슬랜드 철도
- 루이빌 앤드 랜시빌 철도
- 루이지애나 앤드 아칸소 철도
- 리딩 컴파니
- 리치몬드 프레더릭스버그 앤드 포토맥 철도
- 리치필드 앤드 매디슨 철도
- 리하이 앤드 뉴잉글랜드 철도
- 리하이 앤드 허드슨 리버 철도
- 리하이밸리 철도
- 마린 센트럴 철도 주식회사
- 머농거힐라 철도
- 모논 철도
- 미니애폴리스 노스필드 앤드 서던 철도
- 미니애폴리스 앤드 세인트루이스 철도
- 미시간 인터스테이트 철도
- 미주리 일리노이 철도
- 미주리 캔자스 텍사스 철도
- 미주리 태평양 철도
- 뱅고르 앤드 아루스투크 철도
- 버지니안 철도
- 벌링턴 노던 철도
- 베세머 앤드 레이크 에리 철도
- 보스턴 앤드 마린 컴포레이션
- 볼티모어 앤드 오리오 철도
- 새크라멘토 노던 철도
- 샌디에이고 앤드 애리조나 이스턴 철도
- 서던 레일웨이
- 서던 퍼시픽 트랜스포테이션 컴파니
- 서배너 앤드 애틀랜타 철도
- 세인트루이스 샌프란시스코 앤드 철도
- 세인트루이스 샌프란시스코 철도
- 세인트루이스 서던 웨스트 철도
- 센트럴 레일로드 오브 뉴저지
- 센트럴 버몬트 철도
- 센트럴 오브 조지아 철도
- 수라인 철도
- 스태튼섬 철도
- 스포캔 국제철도
- 스포캔 포틀랜드 앤드 시애틀 철도
- 시보드 시스템 철도
- 시보드 애어라인 철도
- 시보드 코스트라인 철도
- 시카고 그레이트 웨스턴 철도
- 시카고 록아이슬란드 앤드 태평양 철도
- 시카고 밀워키 세인트풀 앤드 태평양 철도
- 시카고 벌링턴 앤드 퀸시 철도
- 시카고 앤드 노던웨스트 트랜스포테이션 컴파니
- 시카고 앤드 이스턴 일리노리 철도
- 시카고, 세인트풀, 미니애폴리스 앤드 오마하 철도
- 신시내티 뉴올리언스 텍사스 태평양 철도
- 애치슨 토피카 앤드 산타페 철도
- 애크런 캔턴 앤드 영스톤 철도
- 애틀랜타 앤드 세인트 앤드류스베이 철도
- 애틀랜타 앤드 웨스트포인트 철도
- 애틀랜틱 코스트라인 철도
- 앤아버 철도 (1895년부터 1976년까지)
- 앨라베마 그레이트 서던 철도
- 앨라베마 테네시 앤드 노던 철도
- 앨진 졸리엣 이스턴 철도
- 오토트레인 주식회사
- 워배시 철도
- 웨스턴 레일웨이 오브 앨라베마
- 웨스턴 메릴랜드 철도
- 웨스턴 태평양 철도
- 위스콘신 센트럴 철도 (1897년부터 1954년까지)
- 이리 래카와나 철도
- 이리 철도
- 일리노이 센트럴 철도
- 일리노이 앤드 미들랜드 철도
- 일리노이 터미널 철도
- 조지아 레일로드 앤드 뱅킹 컴파니
- 조지아 서던 앤드 플로리다 철도
- 조지아 앤드 플로리다 철도 (1926년부터 1963년까지)
- 찰스턴 앤드 웨스턴캐롤라이나 철도
- 체서피크 앤드 오리오 철도
- 체시 시스템 철도
- 캐나디안 퍼시픽 라인 인 마린
- 캐롤라이나 앤드 노스웨스트 철도
- 캔자스 오클라호라마 앤드 걸프 철도
- 콘레일
- 콜로라도 앤드 서던 철도
- 콜로라도 앤드 와이오밍 철도
- 콰너 애크미 앤드 퍼시픽 철도
- 클린치필드 철도
- 테네시 센트럴 철도
- 텍사스 멕시칸 철도
- 텍사스 앤드 뉴올리언스 철도
- 텍사스 앤드 퍼시픽 철도
- 톨레도 피오리아 앤드 웨스턴 철도
- 펜 센트럴 철도
- 펜실베이니아 리딩 시쇼어 라인
- 펜실베이니아 철도
- 포트워스 앤드 덴버 철도
- 플로리다 이스트코스트 철도
- 피츠버그 앤드 레이크 에이 철도
- 피츠버그 앤드 웨스트버지니아 철도
- 피트몬트 앤드 노던 철도

### 1956년이전에 없어진 철도 기업 목록
- 걸프 모빌 앤드 노던 철도
- 걸프 콜로라도 앤드 산타페 철도
- 걸프앤드 십아이슬랜드 철도
- 그랜드 리피드 앤드 인디아나 철도
- 그랜드캐넌 철도
- 네바다 노던 철도
- 노던 센트럴 철도
- 노던 알바하 철도
- 뉴올리언스 그레이트 노던 철도
- 뉴올리언스 모빌 앤드 시카고 철도
- 뉴올리언스 텍사스 앤드 멕시코 철도
- 뉴욕 필라델피아 앤드 노퍽 철도
- 뉴저지 앤드 뉴욕 철도
- 덜루스 미사베 앤드 노던 철도
- 덜루스 앤드 아이온랜지 철도
- 덴버 앤드 솔트레이크 철도
- 디트로이트 그랜드헤이븐 앤드 밀워키 철도
- 디트로이트 앤드 맥키노 철도
- 레이크 쇼어 미시간 서던 철도
- 레이크 이리 앤드 웨스턴 철도
- 로스앤젤레스 앤드 세인트레이크 철도
- 루이빌 헨더슨 앤드 세인트루이스 철도
- 루이지애나 레일웨이 앤드 네비게이션 컴파니 오브 텍사스
- 루이지애나 레일웨이 앤드 네비게이션 컴파니
- 루이지애나 아칸소 앤드 텍사스 철도
- 루이지애나 웨스턴 철도
- 리치몬드 프레더릭스버그 앤드 포토맥 철도
- 메릴랜드 델라웨어 버지니아 철도
- 모건스 루이지애나 앤트 텍사스 레일로드 앤즈 스팀쉽 컴파니
- 모바일 앤드 오하이오 철도
- 몬투어 철도
- 미네랄 레인지 철도
- 미네소타 앤드 인터내셔널 철도
- 미니애폴리스 세인트폴 앤드 수세인트마리 철도
- 미들밸리 철도
- 미시간 센트럴 철도
- 미시시피 센트럴 철도 (1904년부터 1967년까지)
- 미주리 앤드 노스아칸소 철도
- 미주리 앤드 아칸소 철도
- 미주리 오클라호마 앤드 걸프 철도
- 미주리 캔자스 텍사스 레일로드 앤드 텍사스
- 밴달리아 철도 (1905년부터 1917년까지)
- 버지니아 앤드 서던웨스턴 철도
- 버트 아나콘다 앤드 퍼시픽 철도
- 버팔로 로체스터 앤드 피츠버그 철도
- 버팔로 사우어레이크 앤드 웨스턴 철도
- 버팔로 앤드 서스쿼해나 철도
- 버펄로바이유 브라조스 앤드 콜로라도 철도
- 벌링턴 락 아일랜드 철도
- 볼티모어 체사피크 앤드 태평양 철도
- 빅스버그, 슈리브포트 앤드 퍼시픽 철도
- 산타페 프레스콧 앤드 피닉스 철도
- 샌디에이고 앤드 애리조나 철도
- 샌안토니오 앤드 애런사스 패스 철도
- 샌안토니오 유밸디 앤드 걸프 철도
- 서던 인디애나 철도
- 서던 캔자스 레일웨이 오브 텍사스
- 선셋 철도
- 세인트 요셉 앤드 그랜드 아이슬랜드 철도
- 세인트로랜스 앤드 태평양 철도
- 세인트로랜스 앤드 태평양 철도
- 세인트루이스 브라운즈빌 앤드 멕시코 철도
- 세인트루이스 서던웨스턴 레일웨이 오브 텍사스
- 세인트루이스 아이언 마운틴 앤드 서던 철도
- 센트럴 뉴잉글랜드 철도
- 센트럴 레일로드 오브 펜실베이니아
- 스포케인 앤드 인랜드 엠페러 철도
- 시러큐스 앤드 빙엄텀 철도
- 시카고 디트로이트 앤드 캐나다 그랜드 트렁크 정션 철도
- 시카고 록아이슬란드 앤드 걸프 철도
- 시카고 밀워키 앤드 퓨젓사운드 철도
- 시카고 서던 철도
- 시카고 앤드 애틀랜틱 철도
- 시카고 인디아나 앤드 서던 철도
- 시카고 테르오트 앤드 서던이스턴 철도
- 시카고 피오리아 앤드 세인트루이스 철도
- 신시내티 노던 철도 (1894년부터 1938년까지)
- 신시내티 레바논 앤드 노던 철도
- 신시내티 인디애나폴리스 앤드 웨스턴 철도
- 신시내티 해밀턴 앤드 데이턴 철도 (1846년부터 1917년까지)
- 아이오와 센트럴 철도
- 알톤 철도
- 애리조나 앤드 뉴멕시코 철도
- 애리조나 이스턴 철도
- 애틀랜타 버밍엄 앤드 코스트 철도
- 애틀랜타 버밍엄 앤드 태평양 철도
- 애틀랜틱 시티 철도
- 애틀랜틱 앤드 댄빌 철도
- 앨라배마 앤드 빅스버그 철도
- 앨페소 앤드 서던웨스턴 철도
- 야주 앤드 미시시피 밸리 철도
- 얼스터 앤드 델라웨어 철도
- 에반스빌 엔드 크로퍼즈빌 철도
- 에반스빌 인디애나 폴리스 앤드 테르오트 철도
- 오리건 레일로드 앤드 내비게이션 컴파니
- 오리건 쇼트라인 철도
- 오리건 일레트릭 철도
- 오아후 레일웨이 앤드 랜드 컴파니
- 오클라호마시키 아다 아토카 철도
- 웨스트저지 앤드 시쇼어 철도
- 웨일스 앤드 인디아나 철도
- 위치토밸리 철도
- 위치토폴스 앤드 노던웨스트 철도
- 위치토폴스 앤드 서던 철도
- 유타 철도
- 인디애나폴리스 서던 철도
- 인터내셔널 그레이트 노던 철도
- 체서피크 앤드 오리오 레일웨이 오브 인디아나
- 캐나디안 노던 철도
- 캐나디안 퍼시픽 라인 인버몬트
- 캐너와 앤드 미시간 철도
- 캔자스시티 멕시코 앤드 오리엔트 철도
- 컴벌랜드 밸리 앤드 마틴스버그 철도
- 컴벌랜드 밸리 철도
- 케니코트 유타 광산 철도
- 코퍼 리버 앤드 노스웨스트 철도
- 콜럼버스 앤드 그린빌 철도
- 콜럼버스 앤드 그린빌 철도
- 콜로라도 미들랜드 철도
- 콜앤드 코크 철도
- 퀀시 오마하 앤드 캔자스시티 철도
- 크리플크리크 앤드 콜로라도 스프링스 철도
- 클리블랜드 신시내티 사카고 앤드 세인트루이스 철도
- 클리블랜드 애크론 콜럼버스 철도
- 텍사스 앤드 노던 철도
- 텍사캐나 앤드 포트스미스 철도
- 톨레도 세인트루이스 앤드 웨스턴 철도
- 톨레도 앤드 오하이오 센트럴 철도
- 트리니티 앤드 브라조스 밸리 철도
- 팬핸들 앤드 산타페 철도
- 퍼시픽 일레트릭
- 퍼키오멘 철도
- 펜실베이니아 컴파니
- 포트리딩 철도
- 포트스미스 앤드 웨스턴 철도
- 포트워스 앤드 리오그란데 철도
- 폰다 존스타운 앤드 글러버즈빌 철도
- 피렌체 앤드 크리플크리크 철도
- 피어마켓 철도
- 피오리아 앤드 이스턴 철도
- 피츠버그 쇼멋 앤드 노던 철도
- 피츠버그 신시내티 시카고 앤드 세인트루이스 철도
- 피츠버그 앤드 쇼멋 철도
- 피츠버그 앤드 웨스턴 버지니아 철도
- 피코스 앤드 노던 텍사스 철도
- 필라델피아 볼티모어 앤드 워싱턴 철도
- 호킹밸리 철도
- 휠링 앤드 레이크 이리 철도 (1916년부터 1988년까지)
- 휴스턴 앤드 택사스 센트럴 철도
- 휴스턴 이스트 앤드 웨스트 텍사스 철도